# Club Sportivo Dock Sud
El Club Sportivo Dock Sud és un club de futbol argentí de la ciutat de Dock Sud.

## Història

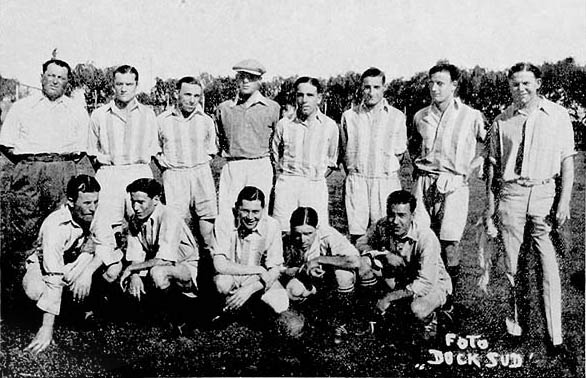
Equip campió de Primera Divisió el 1933.

Un club anomenat Club Atlético Dock Sud fou fundat el 1914, però es dissolgué aviat. El 1916 es creà el Sportivo Dock Sud. Jugà a la primera divisió argentina durant l'era amateur entre els anys 1922 i 1926, i entre 1933 i 1934, després d'esdevenir campió de segona el 1921 i el 1932. El 1933 es proclamà campió de l'Argentina amateur. Ja en l'era professional fou campió de segona el 1936.

## Palmarès
- Lliga argentina de futbol (1):
  - 1933
- Primera B (2):
  - 1921, 1932
- Primera D (2):
  - 1984, 2010-11